# Cantone di Champigny-sur-Marne-Centre
Il Cantone di Champigny-sur-Marne-Centre era una divisione amministrativa dell'Arrondissement di Nogent-sur-Marne.
È stato soppresso a seguito della riforma complessiva dei cantoni del 2014, che è entrata in vigore con le elezioni dipartimentali del 2015.
Comprendeva solo parte del comune di Champigny-sur-Marne.